# April 1992
Portal Geschichte | Portal Biografien | Aktuelle Ereignisse | Jahreskalender | Tagesartikel

◄ |
19. Jahrhundert |
20. Jahrhundert
| 21. Jahrhundert

◄ |
1960er |
1970er |
1980er |
1990er
| 2000er | 2010er | 2020er | ►

◄ |
1988 |
1989 |
1990 |
1991 |
1992
| 1993 | 1994 | 1995 | 1996 | ►

◄ |
Januar 1992 |
Februar 1992 |
März 1992 |
April 1992 |
Mai 1992 |
Juni 1992 |
Juli 1992 |
►
Dieser Artikel behandelt aktuelle Nachrichten und Ereignisse im April 1992.

## Tagesgeschehen

### Mittwoch, 1. April 1992
- Berlin, Bonn/Deutschland: In Nachfolge des Fernsehsenders RIAS-TV startet der öffentlich-rechtliche Auslandsrundfunk Deutsche Welle sein TV-Programm auf dem neuen Sender DW-TV. Zu diesem Zweck erhält die Anstalt zusätzliche Mittel aus dem Bundeshaushalt.[1]

### Sonntag, 5. April 1992

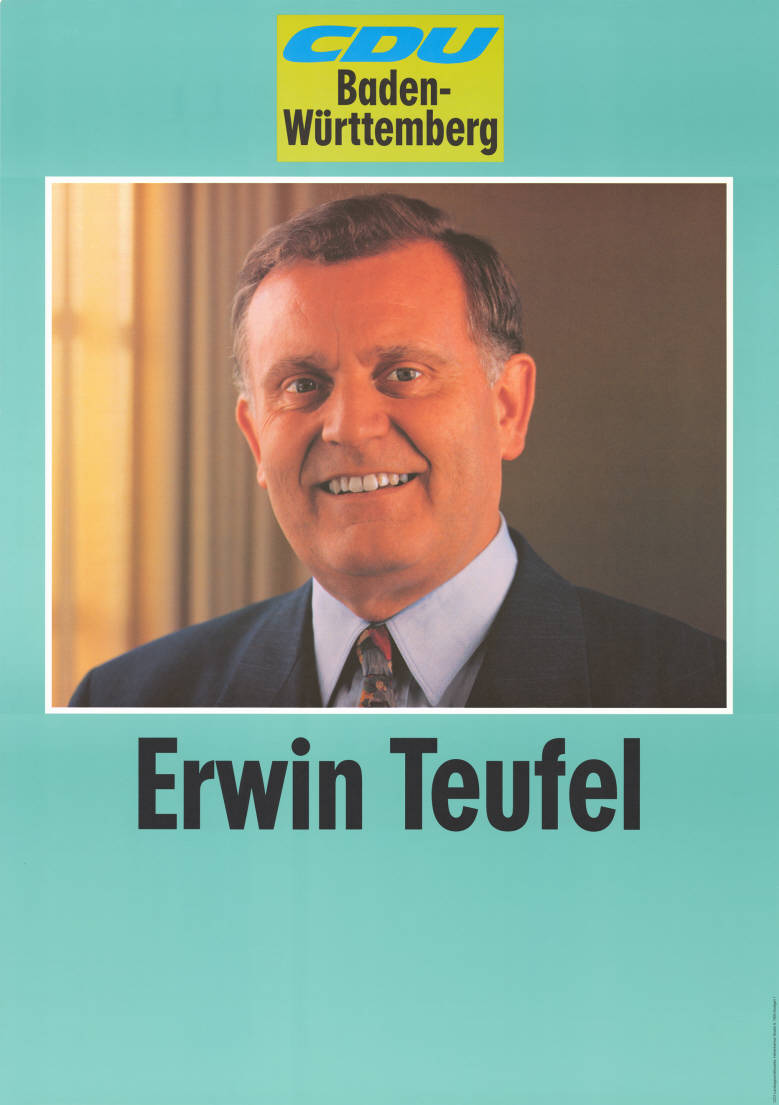
Die CDU mit Kandidat Teufel verliert Wähler im rechten Spektrum

- Ilidža/Jugoslawien: Mit dem Ziel, die staatliche Eigenständigkeit Bosnien und Herzegowinas zu vereiteln, rücken serbische Truppen der Jugoslawischen Volksarmee sowie Freischärler weiter auf die bosnische Hauptstadt Sarajevo vor und kontrollieren seit heute Nacht den Flughafen der Stadt.[2]
- Kiel/Deutschland: Bei der Landtagswahl in Schleswig-Holstein verteidigt die SPD von Ministerpräsident Björn Engholm trotz hoher Verluste die absolute Mehrheit. Die CDU, mit Ottfried Hennig als Spitzenkandidat, legt gegenüber 1988 nur um 0,5 % auf 33,8 % zu. Als drittstärkste Kraft zieht die nationalistische DVU mit 6,3 % erstmals in den Landtag ein.[3]
- Lima/Peru: Präsident Alberto Fujimori von der Kleinpartei Veränderung 90 löst den Kongress auf, setzt die Verfassung außer Kraft und entmachtet zugleich die peruanische Justiz, deren Befugnisse er auf sich selbst überträgt. Er genießt bei diesem so genannten „Selbst-Putsch“ die Rückendeckung der Streitkräfte und will per Dekret regieren, bis eine neue Verfassung erarbeitet ist.[4]
- Stuttgart/Deutschland: Bei der Landtagswahl in Baden-Württemberg verliert die CDU nach zwanzig Jahren die absolute Mehrheit. Eine Koalition mit der FDP, auf diese entfallen wie 1988 nur 5,9 % der Stimmen, würde dem seit 1991 amtierenden CDU-Ministerpräsidenten Erwin Teufel nicht zur Mehrheit reichen – so muss er auf die SPD zugehen. Die Partei Die Republikaner legt von 1,0 % auf 10,9 % zu und wird drittstärkste Fraktion im Landtag.[5]

### Montag, 6. April 1992
- Brüssel/Belgien: Die Mitgliedstaaten der EG erkennen mit Bosnien und Herzegowina erneut eine Teilrepublik der SFR Jugoslawien als souveränen Staat an.[6]
- Lissabon/Portugal: Portugal tritt dem Europäischen Währungssystem bei. Die portugiesische Zentralbank muss in Zukunft die Wechselkurse der Währung Escudo zu jeder anderen Währung des „Warenkorbs“ der Europäischen Währungseinheit bei Bedarf stabil halten.[7]
- Rom/Italien: Die Regierungskoalition aus vier Parteien unter Führung der Christlichen Demokratie (DC) erhält bei den Parlamentswahlen trotz Warnungen an die Wähler vor einem „politischen Chaos“ im Fall ihrer Abwahl weniger als 50 % der Stimmen. Zum zwölften Mal in Folge erzielt die DC bei einer Parlamentswahl das beste Ergebnis aller Parteien, jedoch schloss sie im Vorfeld Konkurrenten wie die Lega Nord, für die sich 8,6 % der Wähler entscheiden, als „nicht regierungsfähig“ aus und verfügt nun über keine weiteren Optionen zur Regierungsbildung.[8]

### Dienstag, 7. April 1992

Flagge der Republik Bosnien und Herzegowina

- Sarajevo/Bosnien und Herzegowina: Die seit zwei Tagen von regulären und irregulären serbischen Truppen belagerte Hauptstadt, in der vorwiegend Bosnier leben, wird erneut von den Hügeln der Umgebung aus beschossen. Zeitgleich verurteilen serbische Politiker sowohl aus Bosnien und Herzegowina als auch aus dem noch verbliebenen Teil Jugoslawiens die internationale Anerkennung Bosnien und Herzegowinas als eigenständiger Staat.[9]
- Washington, D.C./Vereinigte Staaten: Die Vereinigten Staaten erkennen Bosnien und Herzegowina als souveränen Staat an. Am Vortag vollzogen die Mitgliedstaaten der EG denselben Schritt.[10]

### Donnerstag, 9. April 1992
- London/Vereinigtes Königreich: Bei der Wahl zum Unterhaus verliert die regierende Konservative Partei (CP) des Premierministers John Major 0,3 % Stimmenanteil im Vergleich zur letzten Wahl. Die Partei der Arbeit mit Oppositionsführer Neil Kinnock gewinnt 3,6 % hinzu. Die Mehrheit der CP im Parlament verringert sich auf 336 der 651 Sitze.[11]

### Freitag, 10. April 1992
- Washington, D.C./Vereinigte Staaten: Der Mitentdecker der Molekularstruktur der Desoxyribonukleinsäure (DNA) James Watson tritt als Direktor des Humangenomprojekts zurück. Das Ministeriums für Gesundheitspflege und Soziale Dienste erlaubt seit einem Jahr allen Forschern, Patente für entschlüsselte Teile der menschlichen DNA zu beantragen. Watson kritisierte diese Entwicklung öffentlich und erklärte Patente auf Gensequenzen für „wahnsinnig“.[12]

### Sonntag, 12. April 1992
- Marne-la-Vallée/Frankreich: Der Walt-Disney-Freizeitpark „Euro Disney Resort“ bei Paris öffnet 9.01 Uhr, nach rund vierjähriger Bauzeit, zum ersten Mal seine Eingänge für das Publikum.[13]

### Montag, 13. April 1992

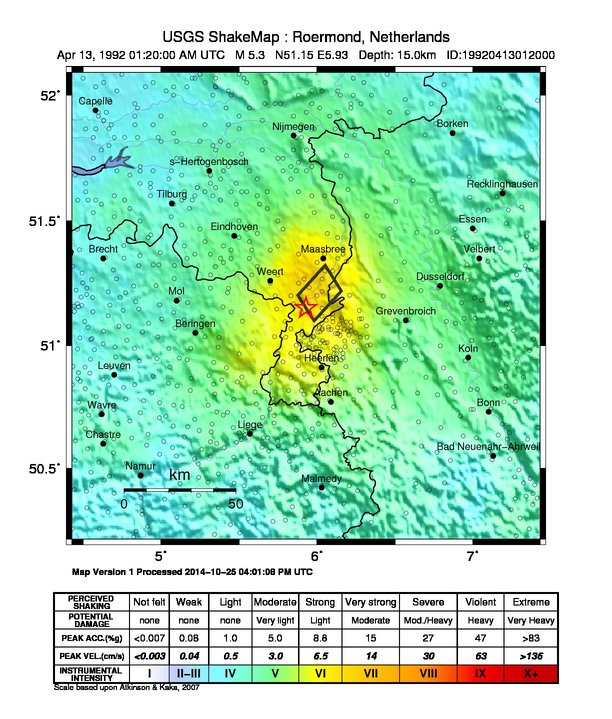
Karte des Erdbebens von Roermond

- Roermond/Niederlande: Bei einem Erdbeben der Stärke 5,9 Mw in der niederländisch-deutschen Grenzregion werden mehrere Personen verletzt, davon etwa 30 in Nordrhein-Westfalen. Zuletzt bebte die Erde in dieser Region in vergleichbarer Stärke im Jahr 1756.[14]

### Dienstag, 14. April 1992
- Potsdam/Deutschland: Der Landtag Brandenburg nimmt die Verfassung des Landes Brandenburg an.[15]

### Montag, 20. April 1992

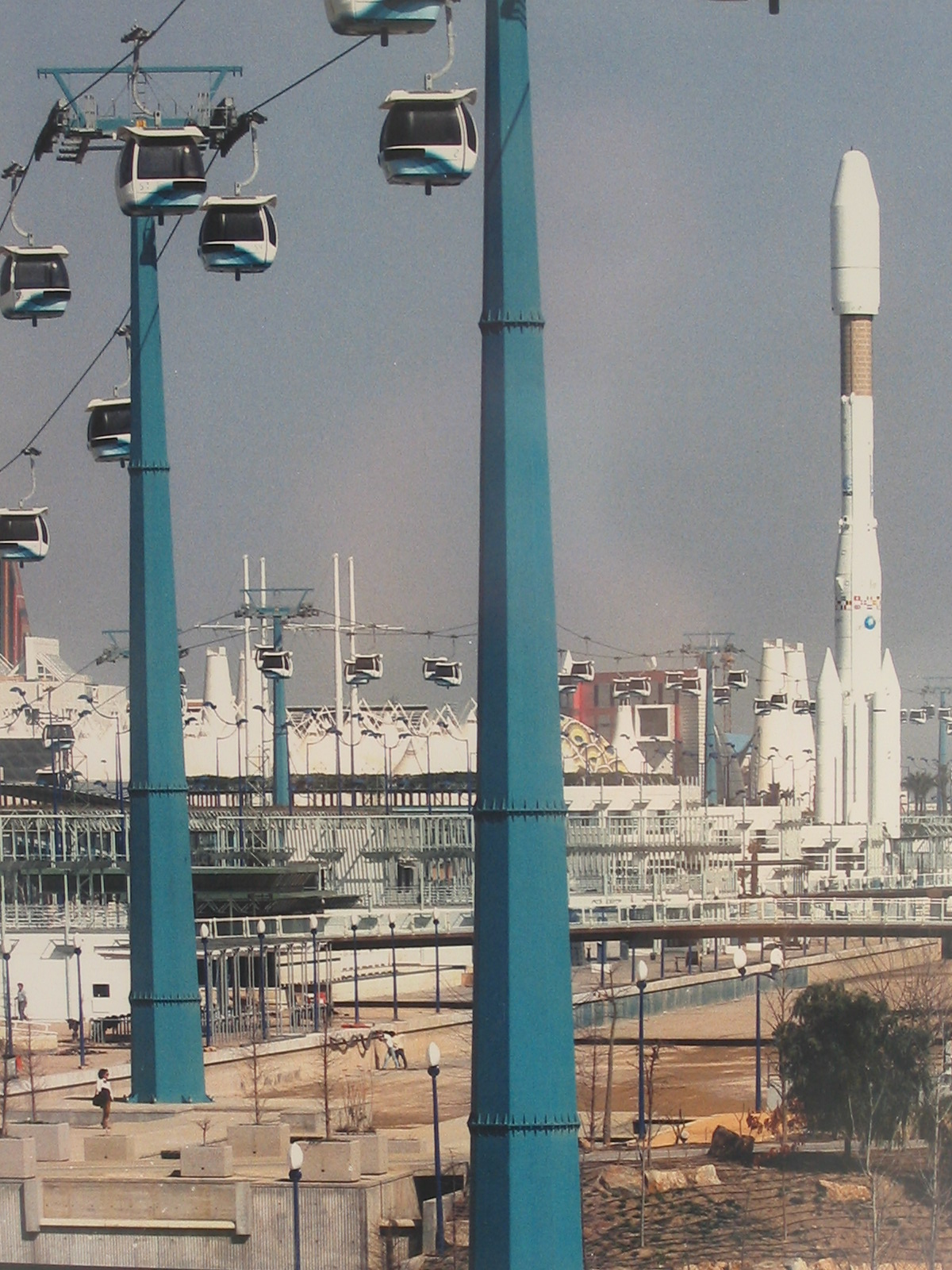
Expo-Gelände

- Sevilla/Spanien: Die Expo 92 rund um das Kartäuserkloster La Cartuja wird eröffnet. Den Zuschlag für die Weltausstellung erhielt die Hafenstadt Sevilla, weil hier am 3. August 1492 Christoph Kolumbus Richtung Westen in See stach, vermeintlich nach Indien.[16]

### Freitag, 24. April 1992
- Cape Canaveral/Vereinigte Staaten: Die Mission STS-45 bringt mit Dirk Frimout den ersten Belgier ins Weltall.[17]
- New York/Vereinigte Staaten: Der Sicherheitsrat der Vereinten Nationen (UN) beschließt in seiner Resolution 751 angesichts von Nahrungsmittelknappheit, Krieg und fehlender staatlicher Autorität in Somalia die Mission UN-Operation in Somalia. Die größten Konfliktparteien des ostafrikanischen Staats einigten sich zuvor auf einen Waffenstillstand im Bürgerkrieg.[18]
- Rom/Italien: Wegen der schwierigen Regierungsbildung nach den Parlamentswahlen zu Monatsbeginn gibt Giulio Andreotti von der Partei Christliche Demokratie (DC) seinen Rücktritt vom Amt des Präsidenten des Ministerrats bekannt. Die Parteien der von DC angeführten Regierungskoalition verloren bei den Wahlen ihre Mehrheit in der Abgeordnetenkammer.[19]

### Sonntag, 26. April 1992
- Wien/Österreich: Im ersten Wahlgang der Bundespräsidentenwahl entfallen 40,7 % der Stimmen auf Rudolf Streicher (SPÖ) und 37,2 % auf Thomas Klestil (ÖVP). Sie erreichen die Stichwahl am 24. Mai.[20]

### Montag, 27. April 1992

Bundesrepublik Jugoslawien: gelb, rot und grün = Serbien, blau = Montenegro

- Belgrad/Jugoslawien: Nach den Unabhängigkeitserklärungen von Bosnien und Herzegowina, Kroatien, Makedonien und Slowenien sowie mit vorliegender Zustimmung der Parlamente der Teilrepubliken Montenegro und Serbien stimmen die Abgeordneten des Parlaments der Sozialistischen Föderativen Republik Jugoslawien für die Umbenennung ihres Lands in „Bundesrepublik Jugoslawien“.[21]

### Dienstag, 28. April 1992
- Kabul/Afghanistan: Nach 24 Jahren kommunistischer Herrschaft tritt als erster Präsident aus den Reihen der streng religiösen Mudschahedin der Führer der Nationalen Befreiungsfront Sibghatullah Modschaddedi sein Amt an. Als Vorsitzender des neu installierten Interimsrats der Mudschahedin soll er die Bildung eines Regierungsgremiums für die Zeit nach dem Kommunismus vorantreiben. Die bisherige afghanische Regierung unter dem parteilosen Staatsoberhaupt Abdul Rahim Hatef verlässt das Land. Modschaddedi ruft den Islamischen Staat Afghanistan aus.[22][23]

### Mittwoch, 29. April 1992
- Los Angeles/Vereinigte Staaten: Eine Jury in Ventura County spricht alle vier angeklagten weißen Polizisten vom Vorwurf der Misshandlung des Afroamerikaners Rodney King frei. In Los Angeles bricht Gewalt aus, weil das Urteil der Jury, in der kein Schwarzer vertreten ist, in den Augen vieler Menschen mit dieser Hautfarbe die vorsätzliche rassistische Benachteiligung ihrer Bevölkerungsgruppe beweist. Am stärksten von den Unruhen betroffen ist der Stadtteil South Central.[24]
- Washington, D.C./Vereinigte Staaten: Der Internationale Währungsfonds nimmt mit Litauen erstmals einen Nachfolgestaat der Sowjetunion als neues Mitglied auf.[25]